# El falcó maltès (llibre)
El Falcó Maltès (títol original en anglès: The Maltese Falcon) és una novel·la de misteri i intriga escrita per Dashiell Hammett i publicada per primera vegada el 1930. Aquesta obra ha esdevingut un clàssic de la literatura negra i ha influït en el gènere del detectiu dur, consolidant-se com una de les grans obres del seu temps. Amb una trama emocionant, personatges ben desenvolupats i una atmosfera captivadora, aquesta obra perdura com un puntal del gènere i una obra mestra del seu temps.
La força de El Falcó Maltès rau en la seva narrativa captivadora i el seu estil directe i concís. Hammett va introduir un nou tipus de protagonista, un detectiu dur i pragmàtic, amb una moralitat flexible que contrastava amb els detectius de l'època. A través d'aquest personatge, Hammett va explorar temes com l'avarícia, la corrupció i la lleialtat, oferint una visió crua i realista de la societat de l'època.
Els diàlegs brillants, la caracterització detallada dels personatges i els girs inesperats en la trama mantenen als lectors enganxats des del principi fins al final.
Aquesta novel·la de Dashiell Hammett va donar origen a la pel·lícula del mateix nom dirigida per John Huston el 1941, protagonitzada per Humphrey Bogart, Mary Astor i Peter Lorre.

## Argument
La trama gira al voltant de Sam Spade, un detectiu privat a la ciutat de San Francisco, que és contractat per una dona misteriosa per a una tasca aparentment senzilla: trobar un objecte anomenat el Falcó Maltès, una valuosa estàtua que ha desaparegut i que té un valor incalculable. No obstant això, a mesura que Spade s'endinsa en la recerca del falcó, es troba enmig d'una xarxa de mentides, traïcions i assassinats. A mesura que els personatges s'entrellacen en una sèrie de jocs de poder, el detectiu es troba constantment amb enganys i situacions perilloses que posen a prova la seva astúcia i intel·ligència.